# São Jorge d'Oeste
São Jorge d'Oeste là một đô thị thuộc bang Paraná, Brasil. Đô thị này có diện tích 379,085 km², dân số năm 2007 là 9213 người, mật độ 22,6 người/km².